# Gimme! Gimme! Gimme! (A Man After Midnight)
Gimme! Gimme! Gimme! (A Man After Midnight) (укр. Дай мені! Дай мені! Дай мені! (Чоловік після півночі)) — пісня шведського гурту ABBA 1979 року. Її написали Бенні Андерссон і Б'єрн Ульвеус, головний вокал — Агнета Фельтскуг. У жовтні 1979 року пісня була випущена в альбомі Greatest Hits Vol. 2 і одночасно була випущена як синглThe King Has Lost His Crown з альбому Voulez-Vous, який вийшов у квітні того ж року.
У пісні йдеться про жінку, яка завжди змушена проводити вечори на самоті та сумує за чоловіком. У 1992 році сингл поміщений в трек-лист альбому ABBA Gold, але у переробленому і трохи скороченому варіанті. Гук пісні, зіграний за допомогою клавіатури та синтезатора, був підхоплений американською співачкою Мадонною в 2005 році та використаний для її хіта Hung Up, який посів перше місце в чартах у 41 країні та продав понад дев'ять мільйонів копій.

## Історія
Андерссон і Ульвеус були переконані, що лише пісня з танцювальним ритмом буде добре продаватися. Тож у серпні 1979 року вони почали працювати над піснею під робочою назвою Been and Gone and Done It. Запис також відбувся у вересні, а музичне відео знято 5 вересня паралельно із записом. Для відео пісню скоротили до 3:15 хвилин. Також на початку вересня відбулася фотосесія для обкладинки цього синглу та для альбому найбільших хітів групи.
Навесні 1980 року пісня була включена до збірки Gracias por la música під назвою ¡Dame! ¡Dame! ¡Dame! та випущена іспанською мовою в Іспанії того ж року, який, однак, не потрапив у чарти. В Аргентині ця версія стала B-side для синглу Gracias por la música, який досяг 4 місця.

## Успіх
Сингл досяг першого місця в шести країнах, зокрема у Бельгії, Ірландії та Фінляндії. Пісня мала великий успіх у Франції, де її було продано тиражем понад 600 000 копій. У Великій Британії сингл отримав срібну платівку за 250 000 продажів. У семи інших країнах Gimme! Gimme! Gimme! потрапила у першу десятку. Сингл потрапив до топ-20 чартів у Новій Зеландії, Південній Африці та Японії, тоді як у Сполучених Штатах він не увійшов у топ.

## Веб-посилання
- Тексти пісень на golyr.de
- Musikvideo на YouTube